# MS Serenade of the Seas
Serenade of the Seas је крузер класе "Radiance" којом управља Royal Caribbean International. Крузер је завршен 2003. године.